# Fauna de Colombia

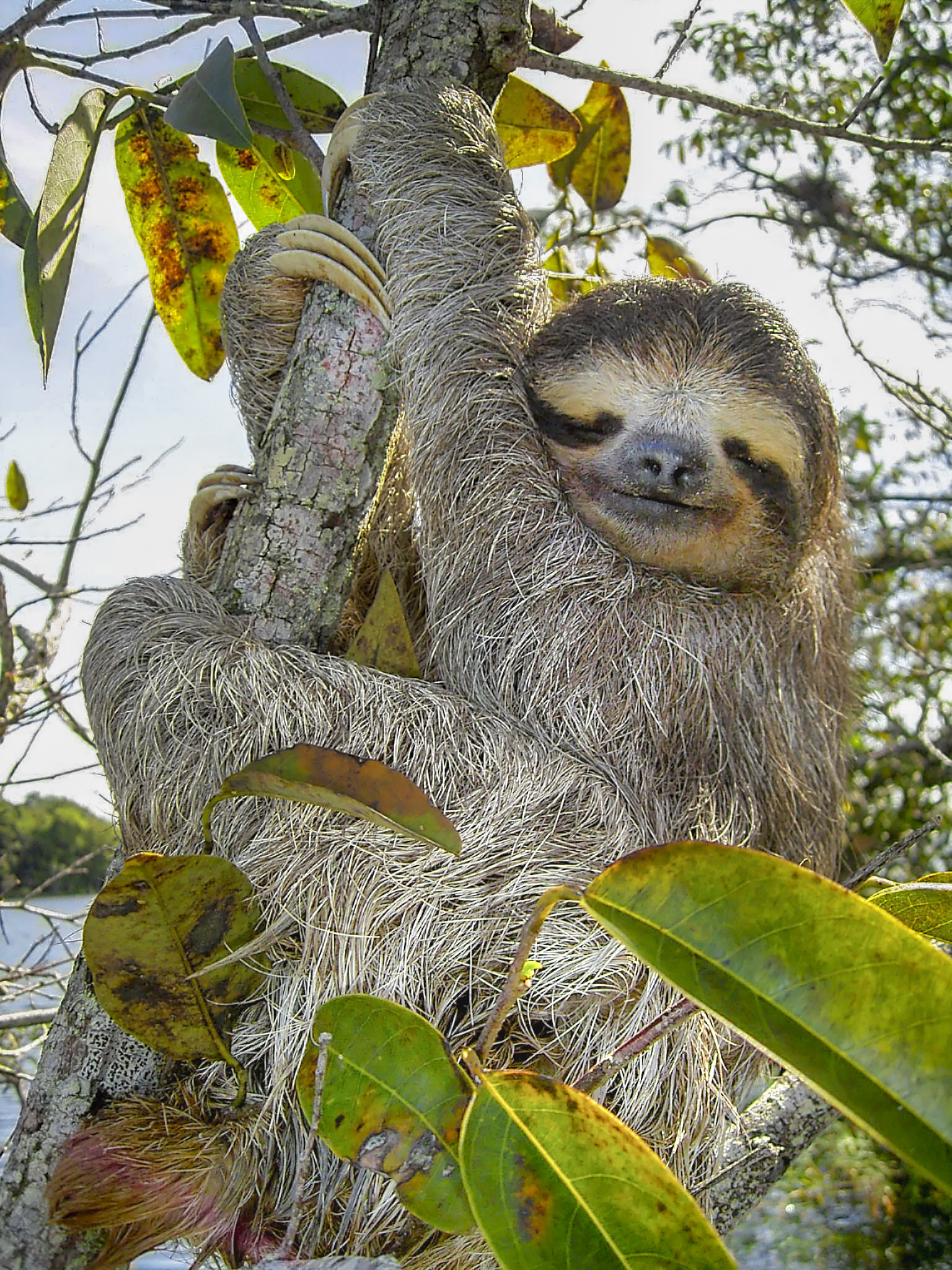
Perezoso bayo.

Al ser un país de trópico ubicado en la zona del ecuador, Colombia tiene una gran representación de grupos  en fauna y flora típica del área, a la que se suman variedades de migraciones de fauna desde distintas partes del planeta; por la variedad de ecosistemas. Colombia posee el 44.25% de los páramos sudamericanos, siendo así, uno de los países con mayores áreas húmedas y con alta fluidez de ríos a lo largo y ancho del país a nivel mundial. Colombia presenta biomas de páramo, selva (Amazónica, selva del Pacífico), vegetación herbácea arbustiva de cerros amazónicos, bosques bajos y catingales amazónicos, sabanas llaneras, matorrales xerofíticos y desiertos, bosques aluviales, bosques húmedos tropicales, bosques de manglar, bosques y vegetación de pantano, las sabanas del Caribe y los Llanos, bosques andinos y bosques secos o subhúmedos tropicales.
Colombia ocupa el segundo lugar en número de especies vivas, y muchas pueden encontrarse en los Parques Nacionales Naturales del país.

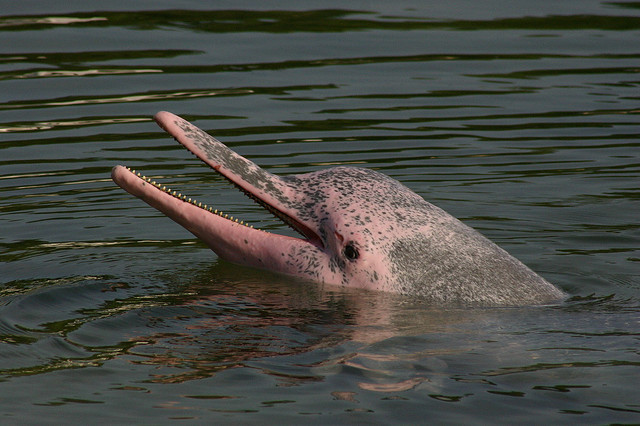
Delfín rosado.

## Invertebrados

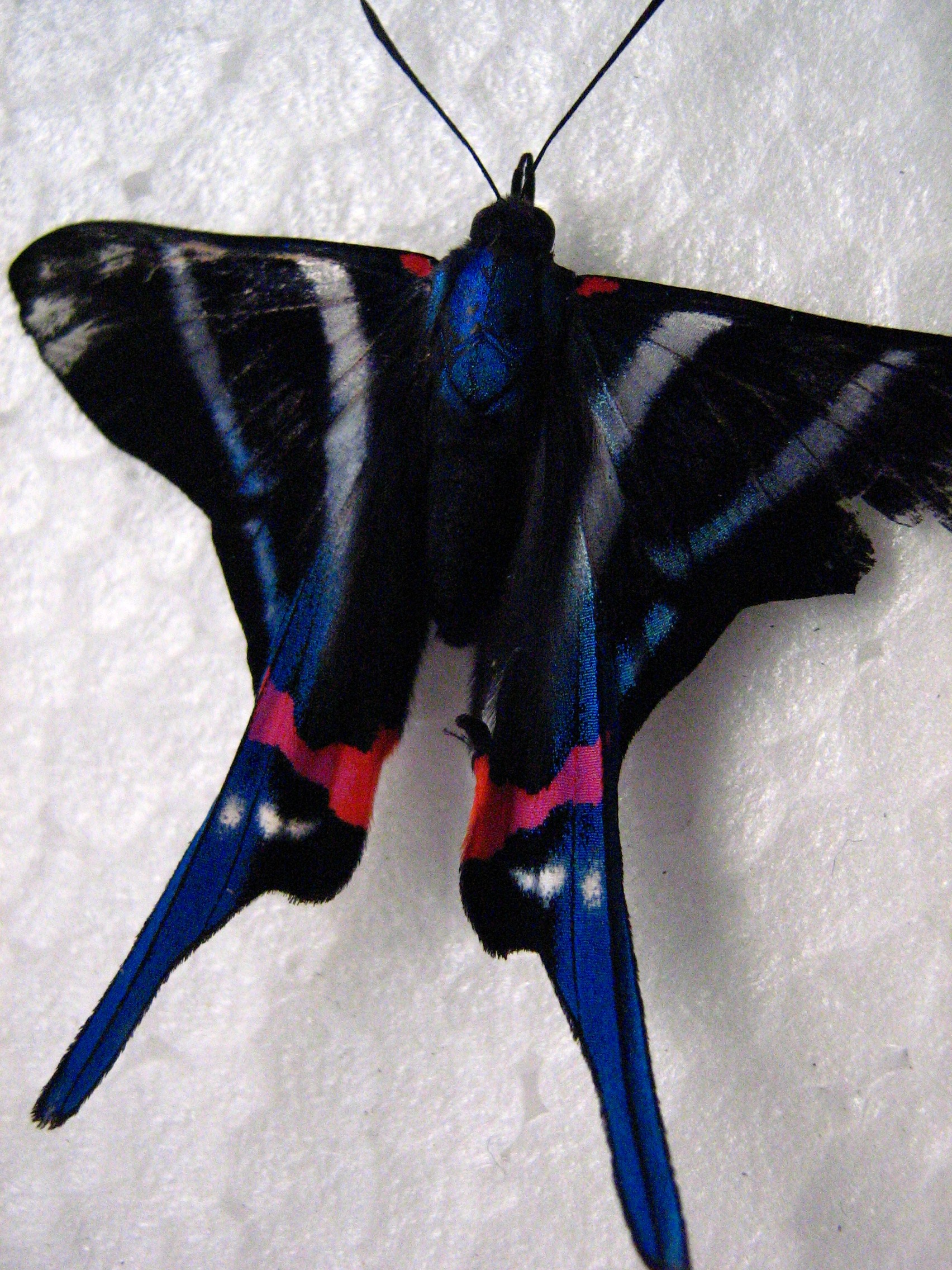
Rhetus arcius.

Colombia es el segundo país del mundo con mayor variedad de mariposas: 3272 especies de 14 familias; se han encontrado en la república más de 250.000 especies de coleópteros.

## Vertebrados

### Peces

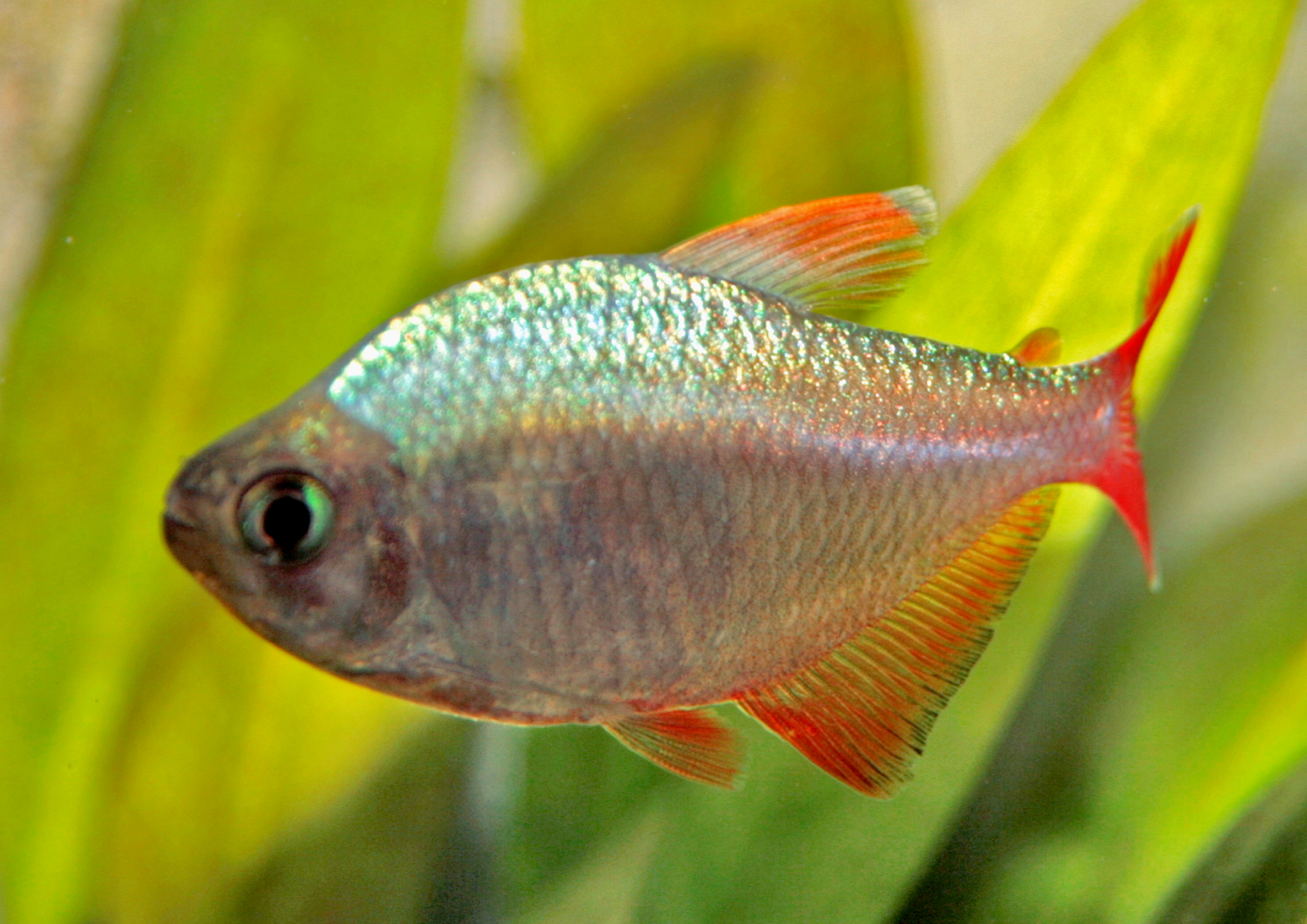
Hyphessobrycon colombianus

Colombia cuenta con un total de 1200 especies de peces marinas y 1494 especies de agua dulce.

### Anfibios

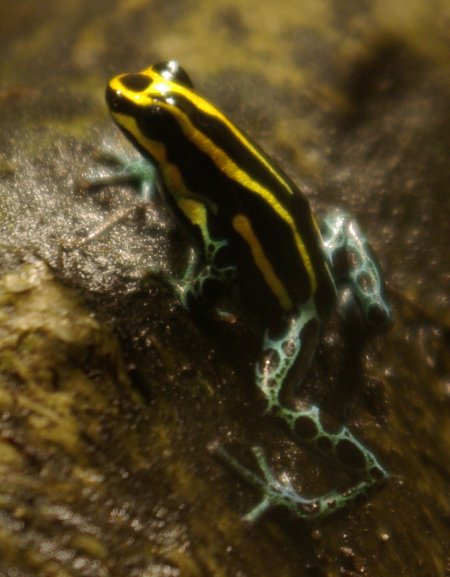
Ranitomeya ventrimaculata

Colombia es el país del globo con más especies de anfibios, las que representan el 15% del total del mundo.

### Reptiles

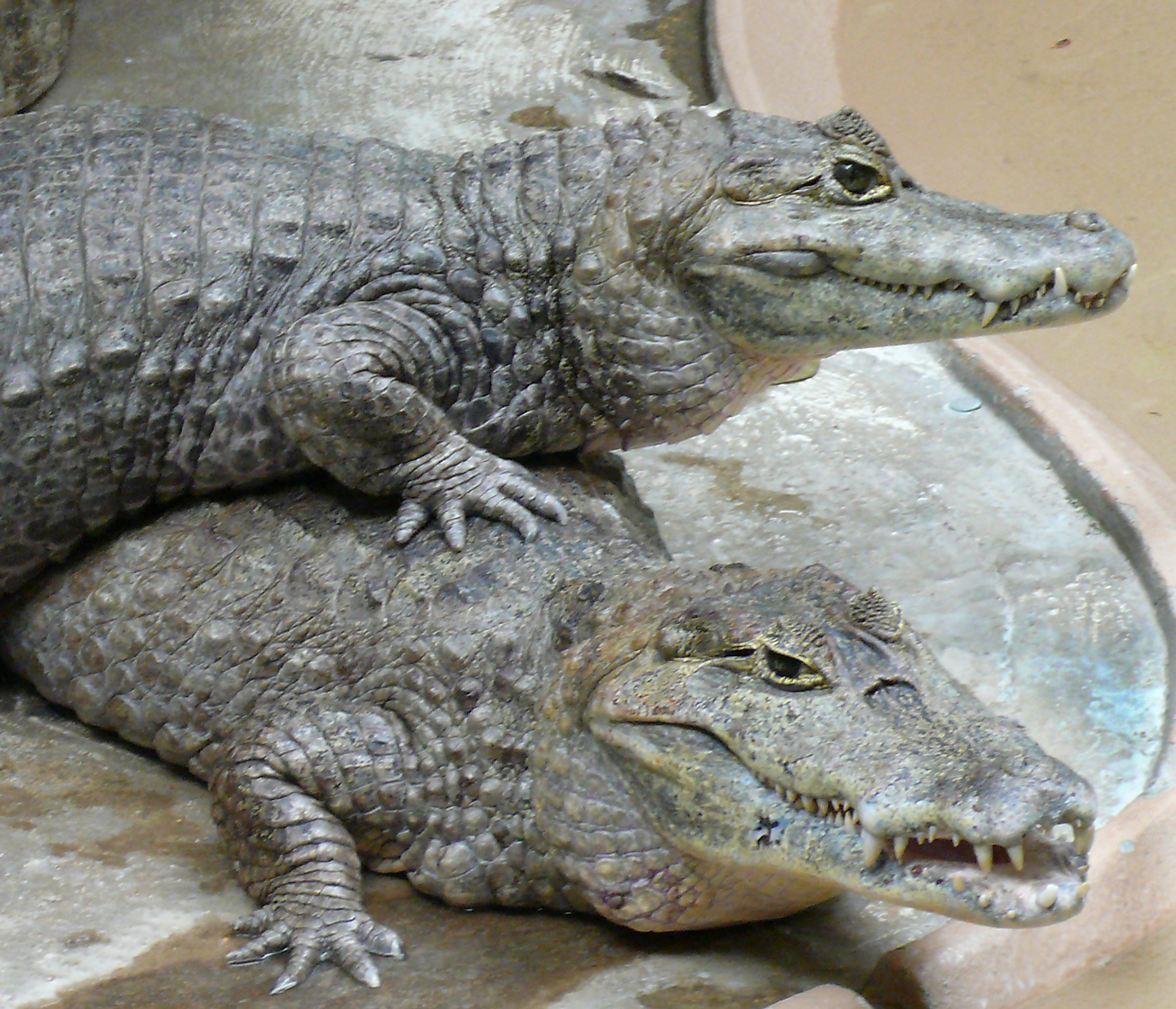
Caiman crocodilus

Colombia es posiblemente el tercer país del mundo en especies de reptiles, con el 30% de las especies de tortugas y 25% de las especies de cocodrilos destacándose el Crocodylus acutus y el Crocodylus intermedius, además de 222 especies de serpientes.

### Aves

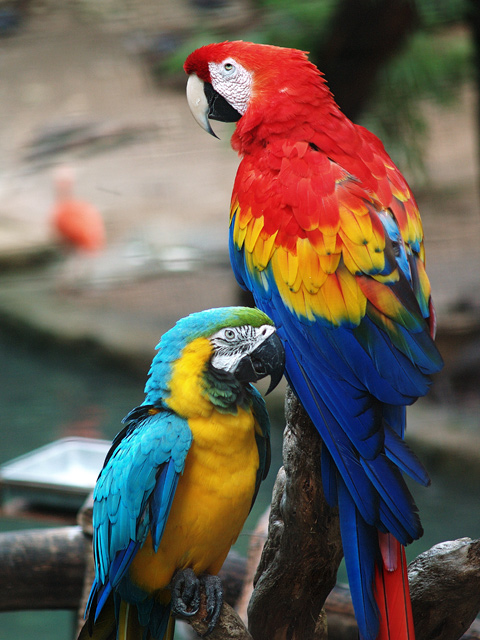
Ara macao (derecha) y Ara ararauna (izquierda).

El Sistema de Información sobre Biodiversidad de Colombia (SIBC), basado en la cartilla del Instituto de Investigación de Recursos Biológicos Alexander von Humboldt, estima que el número de especies de aves en el país es de 1885, con un registro de 197 especies migratorias, acota sin embargo, que el número de especies conocidas cambia casi diariamente, no obstante, se presenta la información proveniente de fuentes verificables y actualizadas a 2011.
El gobierno colombiano lo considera primero porque encuentran 1815 especies de aves registradas. Esto equivale al 19% de las especies en el mundo y a 60% de las especies en Sudamérica. El ave nacional de Colombia es el Vultur gryphus o Cóndor de los Andes y es simbolizado en el escudo de Colombia.

### Mamíferos
Hay 456 especies reportadas de mamíferos que posiciona a Colombia en el cuarto lugar a nivel mundial en diversidad de esta clase.